# ویمپل آر-۷۳
ویمپل آر-۷۳ (نام ناتو: AA-11 Archer) یک موشک هوابه‌هوای کوتاه برد است که توسط ویمپل ان‌پی‌او ساخته شده‌است. این موشک در سال ۱۹۸۴ وارد خدمت شد.
موشک گرمایاب آر-۷۳ به عنوان جایگزینی برای موشک آر-۶۰ طراحی شده‌است. جنگنده‌های جدید روسی همچون میگ-۲۹، سوخو-۲۷ فلانکر و مدل‌های تازه‌تر فلانکر، میگ-۳۱ و سوخو-۳۴ توانایی شلیک این موشک را دارند و برخی از جنگنده‌های قدیمی روسی همچون میگ-۲۱، میگ-۲۳، سوخو-۲۴ و سوخو-۲۵ هم به‌منظور حمل این موشک اصلاح شده‌اند. این موشک توسط بالگردهای تهاجمی روسی همچون میل-۲۴، میل-۲۸ و کاموف-۵۰ نیز حمل می‌شود.
ایران اعلام کرده با انجام عملیات بهینه‌سازی این موشک، توانسته موشک رهاشده از هواپیمای اف۵ را با موفقیت رهگیری و منهدم کند.

## کاربران

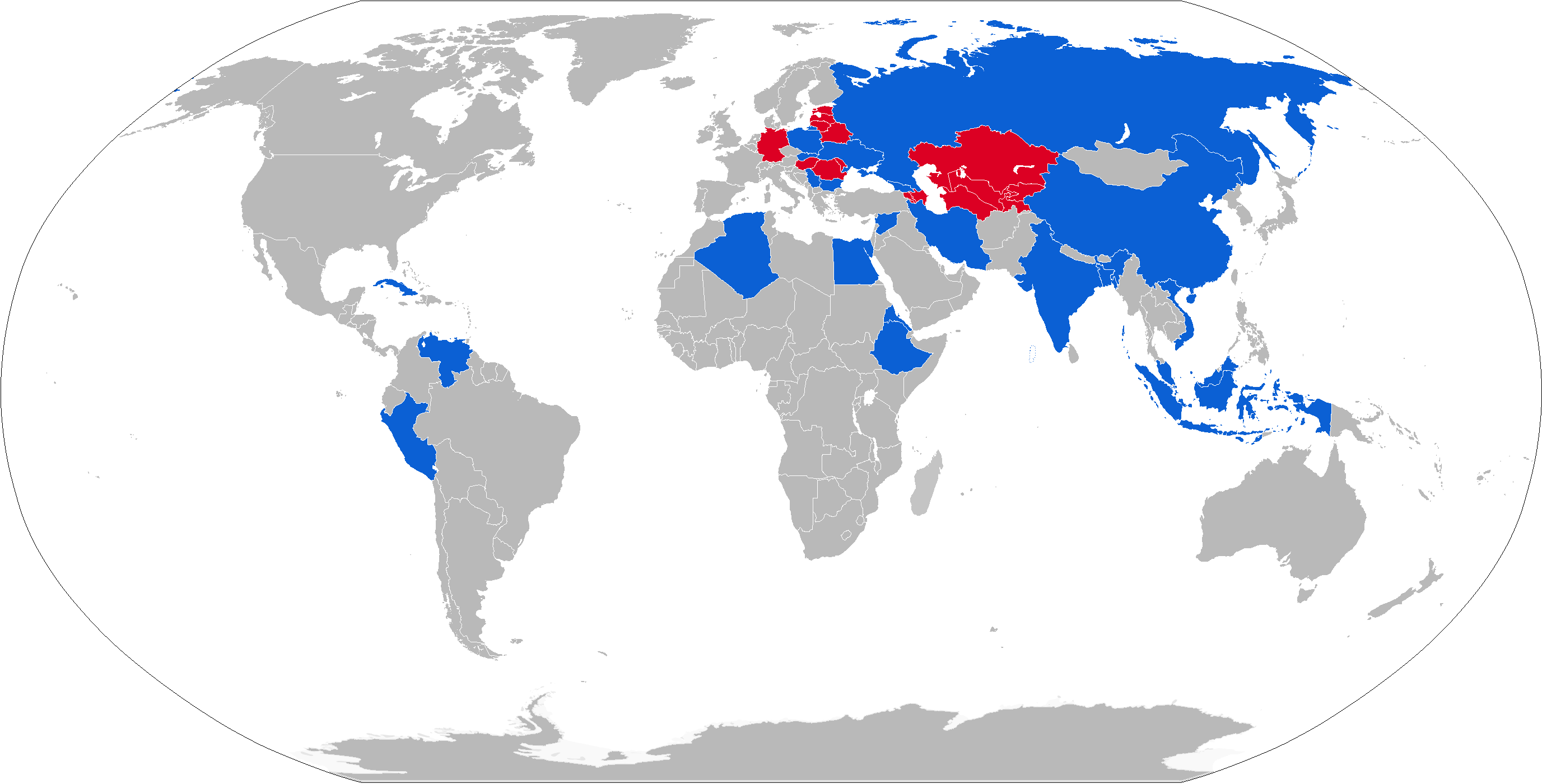
نقشه کاربران آر–۷۳، رنگ آبی کاربران فعلی، رنگ قرمز کاربران سابق

### کاربران فعلی
- الجزایر[۶]
- بنگلادش[۷]
- بلغارستان
- چین
- کوبا
- اریتره
- اتیوپی
- گرجستان در سوخو-۲۵ کاام‌ها استفاده می‌شود.[۸]
- هند
- اندونزی
- ایران
- مالزی
- کره شمالی
- پرو
- لهستان
- روسیه
- صربستان
- اسلواکی
- اوکراین
- ونزوئلا
- ویتنام
- مصر

### کاربران پیشین
- آلمان شرقی
- آلمان
- مجارستان
- رومانی
- اتحاد جماهیر شوروی